# 클리프 히스코트
클리프턴 얼 히스코트(Clifton Earl Heathcote, 1898년 1월 24일 ~ 1939년 1월 18일)는 미국의 전 프로 야구 선수로, 메이저 리그 베이스볼(MLB)에서 외야수로 뛰었다. 15시즌 동안 세인트루이스 카디널스 (1918–1922), 시카고 컵스 (1922–1930), 신시내티 레즈 (1931–1932), 필라델피아 필리스 (1932) 등지에서 뛰었다. 통산 기록은 1415경기에 출전해 타율 .275, 42홈런, 448타점, 191도루이다.